# Idriz Voca
Idriz Voca  född 15 maj 1997 i Stans, Schweiz är en schweizisk-kosovansk fotbollsspelare (anfallare) som spelar för den turkiska klubben MKE Ankaragücü.